# Шантир Фабіан Гилярович
Фабіан Гилярович Шантир (23 січня (4 лютого) 1887, Слуцьк  - 29 травня 1920, Новозибків, УНР)  — білоруський публіцист, прозаїк, поет, перекладач, громадський і державний діяч.  Мав стосунки і спільного сина Антона із Зоською Верас. 

## Псевдоніми і криптоніми
Використовував псевдоніми: Н. Светлов; А. Хмара; криптоніми: Ф. Ш .; Ф. Ш-р; Фабіан Шан-р; Ш. Ф.. 

## Біографія
Народився в родині муляра в Слуцьку, за іншими даними, в Копилі. У грудні 1905 року він був заарештований за участь у революційних подіях в місті Старобин іувязнений у Слуцькій в'язниці (1905-1907). У 1909 жив у Слуцьку; 1910 у Копилі. Працював муляром, адвокатом, учителем. У 1914 мобілізований до армії , служив наглядачем польового госпіталю в Бобруйську. У 1916-1917 брав участь в роботі клубу «Білоруська хатка», куди приїжджав з Бобруйська. У 1917 став одним з лідерів лівого крила Білоруської соціалістичної громади. На З'їзді білоруських національних організацій (Мінськ, 25-27.3.1917) обраний до БНК; у липні 1917 - до Центральної ради білоруських організацій і партій. Брав участь у 1 Всебілоруському з'їзді (грудень 1917). На переломі квітня і травня 1918 року, в результаті розколу в БСГ увійшов до складу керівництва Білоруської партії соціалістів-революціонерів. З 1918 року в Червоній Армії, співробітник Слуцького повітового військового комісаріату, завідувач Смоленського відділення Білнацкому. Один з авторів збірки «Зажинки» (Москва, 1918). У тому ж році заарештований. У 1918 році він перебував у Бобруйську.  Служив доглядачем польового госпіталю в Бобруйській фортеці.  Під час роботи у фортеці його відвідувала Зоська Верас   . 
На початку 1919 комісар з національних справ Тимчасового уряду БРСР. Після - співробітник Мінського губернського військового комісаріату та Особливої продовольчої комісії Західного фронту. Брав участь у виданні газети «Радянська Білорусь» . У 1920 році пішов у відставку на знак протесту проти територіального поділу БРСР. У лютому 1920 мобілізований до Червоної Армії. Незабаром заарештований і 29 травня 1920 розстріляний. 

## Творчість
Друкуватися почав у газеті «Наша нива», де в 1909-1912 розміщував прозові образки-імпресії; там же опублікував кілька поетичних творів. Розміщував вірші та публіцистичні статті в газеті «Денница». Автор оповідань «Захар» (1909), «Ніч», «Смерть убогого», «Під шум лісу» (все в 1910), «Святий Боже» (1917).  Переклав білоруською мовою політичну брошуру В.  Лібкнехта «Павуки і мухи». 

## Твори
- Патрэбнасць нацыянальнага жыцця для беларусаў і самаадзначэння народа / Ф. Шантыр. — Слуцк: Друкарня З. Барнака: 1918. — 21 с.[7]
- У час барацьбы: [Верш у прозе] // Крыніца. 1988, № 11.
- Зажынкі. М., 1918

## У культурі
Людмила Рублевська спільно з істориком Віталієм Скалабаном написала поему «Людвіка і Фабіан», присвячену любові Людвіки Сивицької (Зоськи Верас) і Фабіана Шантира .